# Морган Макмайклс
Морган Макмайклс (англ. Morgan McMichaels) є жіночим образом шотландсько-американської дреґ-квін Томаса Вайта (англ. Thomas White). Макмайклс більш відома як учасник другого сезону, реаліті-шоу RuPaul's Drag Race, та третього сезону спін-оффу All-Stars. 

## Раннє життя
Вайт народився в Александрії, Шотландії в американо-шотландській сім'ї, частину свого дитинства провів в Шотландії. Переїхав до Лос-Анджелесу в віці 18 років, у 2001 році почав займатись дреґом. Макмайклс є дреґ мамою Чада Майклза який знімався в четвертому сезоні Drag Race.

## Кар'єра

### RuPaul's Drag Race

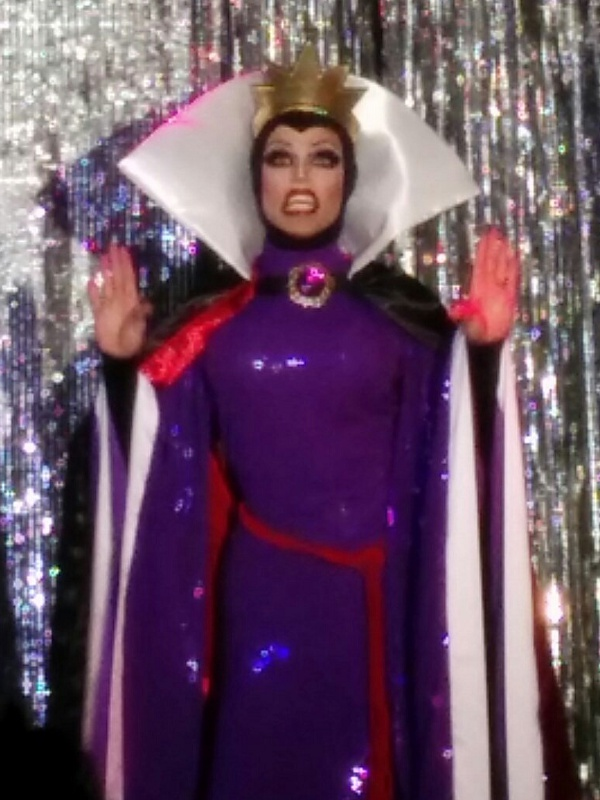
Макмайклс в образі Злої Королеви

У 2010 році Макмайклс приєдналася до складу другого сезону RuPaul's Drag Race. Вона вибула після поєдинку в ліпсінку конкурентці Сахарі Давенпорт, зайнявши восьме місце з дванадцяти.
Пізніше Макмайклс взяла участь у третьому сезоні RuPaul's Drag Race: All Stars, да її одразу ж усунула BenDeLaCreme, зайнявши 10 місце. Вона повернулася в шостому епізоді, та вибив BenDeLaCreme на 5 місце.

### Після Drag Race
Разом з колишніми учасниками: Равеною, Жужубі, Pandora Boxx, Ніною Фловерс, Шаннель та Таммі Браун, знялася в RuPaul's Drag U спіноффі телеканалу Logo у 2010 році, у ролі "Професорів" в трьох епізодах. 20 червня 2011 та 2012 році знялася ще в декількох епізодах Drag U. 
Окрім Дреґ-шоу Макмайклс у 2011 році, знялася в відеокліпі на пісню «S&M» барбадоської співачки Ріанни. 11 квітня 2013 року Макмайклс виступила як гість на шоу Tabatha Takes Over, у нічному клубі VIP в Ріверсайді, Каліфорнія. Де Макмайклс виконала ліпсинк в ролі Табати. Морган також знялася у ліричному відео "Applause" Леді Гаги разом з іншими королевами дреґу. Вела інтернет-шоу для WOWPresent під назвою "Living For The Lip Sync", де розповідала про ліпсинк виступи випускників Drag Race. Прем'єра відбулася 4 вересня 2014 року та велося до 22 січня 2015 року. Знялася в ток-шоу Entertainment Tonight де розповідала про All Stars 3 у 2018 році. У тринадцятому сезоні "Наступної моделі Німеччини" її запросили разом із Лаґанжою Естранжа, Фаррою Моан та Джайдін Діоре-Фіерсе як гостю в 14 епізоді. 17 квітня 2019 року з'явилася в відеокліпі на пісню «Juice» співачки Lizzo. Була танцюристкою заднього плану для Ніко Торторелла в одному з епізодів Battle Sync Battle 2019 року.

## Музикальна кар'єра
3 лютого 2018 року Макмайклс випустила свій перший сингл "Why You Mad Tho?". Виконала сингл в прямому ефірі на талант-шоу прем'єрного епізоду Drag Race: All Stars 3. 11 травня 2018 року вона випустила другий сингл, "Yazz Bitch".

## Сварка з Тірой Санчез
28 травня 2017 року переможець другого сезону Drag Race Тіра Санчез виклала у Facebook неправдиве повідомлення про смерть Макмайклса після суперечки з однією із дреґ сестер Макмайклс. Через що Макмайклс відмовлявся виступати разом з Майкі у WEHO тієї ж ночі. Натомість керівництво скасувало шоу Санчеза без повідомлення про це Макмайклса. Це змусило фанатів повірити в його смерть. Макмайклс розкритикував Санчез під час стриму у Facebook Livestream.

## Особисте життя
В жовтні 2018 року Томас зламав руку в самозахисті після сварки з людиною, яку проголосили нацистом.

## Фільмографія

### Телебачення
| Рік     | Назва                                  | Роль                     | Прим.                |
| ------- | -------------------------------------- | ------------------------ | -------------------- |
| 2010    | RuPaul's Drag Race (2 сезон)           | Себе                     | Учасник (8-ме місце) |
| 2010    | RuPaul's Drag Race: Untucked           | Себе                     |                      |
| 2010-12 | RuPaul's Drag U                        | Себе                     |                      |
| 2013    | Tabatha Takes Over                     | Себе                     | Імперсонатор Табати  |
| 2018    | RuPaul's Drag Race All Stars (3 сезон) | Себе                     | Учасник (5-е місце)  |
| 2018    | Germany's Next Top Model (13 сезон)    | Себе                     |                      |
| 2019    | Lip Sync Battle                        | Танцюрист заднього плану |                      |

### Фільми
| Рік  | Назва                       | Роль |
| ---- | --------------------------- | ---- |
| 2019 | Trixie Mattel: Moving Parts | Себе |

### Відеокліпи
| Рік  | Назва    | Зірка     |
| ---- | -------- | --------- |
| 2011 | S&M      | Ріанна    |
| 2013 | Applause | Lady Gaga |
| 2019 | Juice    | Lizzo     |

### Веб серіали
| Рік       | Назва                | У ролі | Прим.                                              | Ref.   |
| --------- | -------------------- | ------ | -------------------------------------------------- | ------ |
| 2013      | Трансформація        | Себе   | Гість                                              | [ 25 ] |
| 2014-15   | Життя для ліпсінка   | Себе   | Ведучий                                            | [ 26 ] |
| 2014      | Bestie$ For Ca$h     | Себе   | Гість                                              | [ 27 ] |
| 2015      | Hey Qween            | Себе   | Гість                                              | [ 28 ] |
| 2015      | Drag Queens React    | Себе   | Гість                                              | [ 29 ] |
| 2018      | Піт Стоп             | Себе   | Гість                                              | [ 30 ] |
| 2018      | Whatcha Packin       | Себе   | Гість                                              | [ 31 ] |
| 2017-2019 | Fashion Photo Ruview | Себе   | Спів ведучий, гість                                | [ 32 ] |
| 2019      | Try Guys             | Себе   | Епізод: "The Try Guys Lip Sync Battle Drag Queens" | [ 33 ] |
| 2019      | Follow Me            | Себе   | Епізод: "Mariah Balenciaga"                        | [ 34 ] |

## Дискографія

### Синґли
| Рік  | Назва            |
| ---- | ---------------- |
| 2018 | Why You Mad Tho? |
| 2018 | Yazz Bitch       |

#### В співпраці
| Назва                                                                                          | Рік  | Альбом            |
| ---------------------------------------------------------------------------------------------- | ---- | ----------------- |
| "Sitting on a Secret" (RuPaul разом з Аджа, Чі Чі Дівейн, Мілк, Морган Макмайклс, & Торжі Тор) | 2018 | Неальбомний синґл |